# Arendalsgade
Arendalsgade er en gade på den sydlige side af Classens Have i Indre By (København). Den strækker sig mellem Strandboulevarden og Livjægergade.
Den har sit navn fra den norske by Arendal og er en del af et kvarter, hvor flere gader er opkaldt efter norske byer, såsom Kristianiagade og Bergensgade. Gaden blev anlagt i 1890’erne som en del af Københavns voksende bystruktur.